# کوهیوس
کوهیوس (انگلیسی: Correios) شرکت پست برزیلی است، که در سال ۱۶۶۳ تأسیس شد.